# Kofi Danning
Duke Kofi Appiah Danning, född den 2 mars 1991, är en australisk fotbollsspelare med ghananskt ursprung som spelar för CS Visé i belgiska division 2. 